# Mildred Didrikson Zaharias
Mildred Ella « Babe » Didrikson-Zaharias, née Mildred Ella Didriksen le 26 juin 1911 à Port Arthur (Texas) et morte le 27 septembre 1956 à Galveston (Texas), est une athlète et une joueuse de basket-ball, de baseball et de golf américaine.

## Biographie
Officiellement née en 1911 bien qu'elle revendiquât 1914 comme son année de naissance, elle est originaire d'une famille d'immigrants norvégiens. Elle est dirigée vers le sport par son père, charpentier de profession, qui considère l'exercice physique comme une vertu obligatoire à la bonne santé.
Dès son adolescence, elle était réputée pour ses performances athlétiques, ce qui convinquit une compagnie d'assurance de Dallas de lui offrir un poste de secrétaire. Cette société attendait de cette jeune athlète qu’elle représente ses couleurs au sein de son équipe de basket-ball. Durant cette carrière de basketteuse, elle réalisa l’exploit de marquer plus de 100 points lors d’une rencontre avec les Golden Cyclones.
Elle pratiqua également d’autres disciplines, le tennis, la gymnastique, le ski, le baseball, et même la boxe et le football américain.
Son nom a été changé de Didriksen en Didrikson.
En 1938, Mildred Didrikson épouse le lutteur George Zaharias (en).

### Athlétisme
Elle décide de représenter les couleurs de sa société aux championnats d’athlétisme par équipes. Ces championnats servent de sélection pour les Jeux olympiques de 1932. Constituant l’équipe à elle seule, elle participe à huit épreuves, en remporte six dont trois en établissant le record du monde. Ces trois records sont établis dans les disciplines du 80 mètres haies, du javelot et du saut en hauteur.
Bien qu’ayant obtenu sa qualification pour les jeux dans cinq épreuves en remportant chacune d’entre elles aux sélections américaines (le 80 mètres haies, le poids, le saut en longueur, le saut en hauteur et le javelot), elle doit se limiter à seulement trois disciplines, en raison d'un règlement qui limitait à ce chiffre le nombre d'engagements possible pour une femme en athlétisme.
Elle s'aligne ainsi sur les trois disciplines du 80 mètres haies, du javelot et du saut en hauteur. Pour sa première épreuve, elle remporte le concours du javelot avec un jet à 43,68 mètres établi à son premier essai.
Puis, elle remporte sa deuxième médaille d'or en établissant, en 11 s 7, le record du monde du 80 mètres haies.
Sa dernière épreuve est le saut en hauteur. Elle et sa compatriote Jean Shiley établissent un nouveau record du monde en franchissant 1,65 mètre. À 1 mètre 68, elles échouent toutes les deux. Pour les départager, les juges montent la barre à 1,67 mètre. Elles franchissent la barre toutes les deux à leur premier essai. Mais là, un juge décréta que le saut était non conforme : à l'époque, il était stipulé que les pieds devaient franchir la barre avant la tête. Ce règlement sera modifié en 1939. Des images prouvèrent par la suite que son saut était conforme. Elle devra ainsi se contenter de la médaille d'argent,.
En juin 2012, Mildred Didrikson Zaharias est intronisée au Temple de la renommée de l'IAAF.

#### Jeux olympiques d'été
- Jeux olympiques de 1932
  -  Médaille d'or du javelot
  -  Médaille d'or du 80 mètres haies
  -  Médaille d'argent du saut en hauteur

#### Record du monde
- record du monde du javelot en 1932
- record du monde du 80 mètres haies en 1932
- record du monde du saut en hauteur en 1932

Elle perd après les Jeux son statut d'amateur, pour avoir posé pour une publicité d’automobile. Elle arrive alors à entrer dans une équipe de baseball masculine.

### Baseball
Elle s'est également essayée au baseball. Son surnom de « Babe » lui a été attribué en référence au grand joueur américain Babe Ruth : elle frappe cinq coups de circuit lors d'une seule rencontre. Elle joue alors pour le House of David Club, club de la communauté religieuse de la House of David (en), obligeant ses membres à porter la barbe, fut-elle postiche. C'est clairement du baseball loisirs. La réputation de sportive omnisports permet toutefois à Didrikson de participer à un match exhibition où elle est lanceuse face aux Cardinals de Saint-Louis.

### Golf

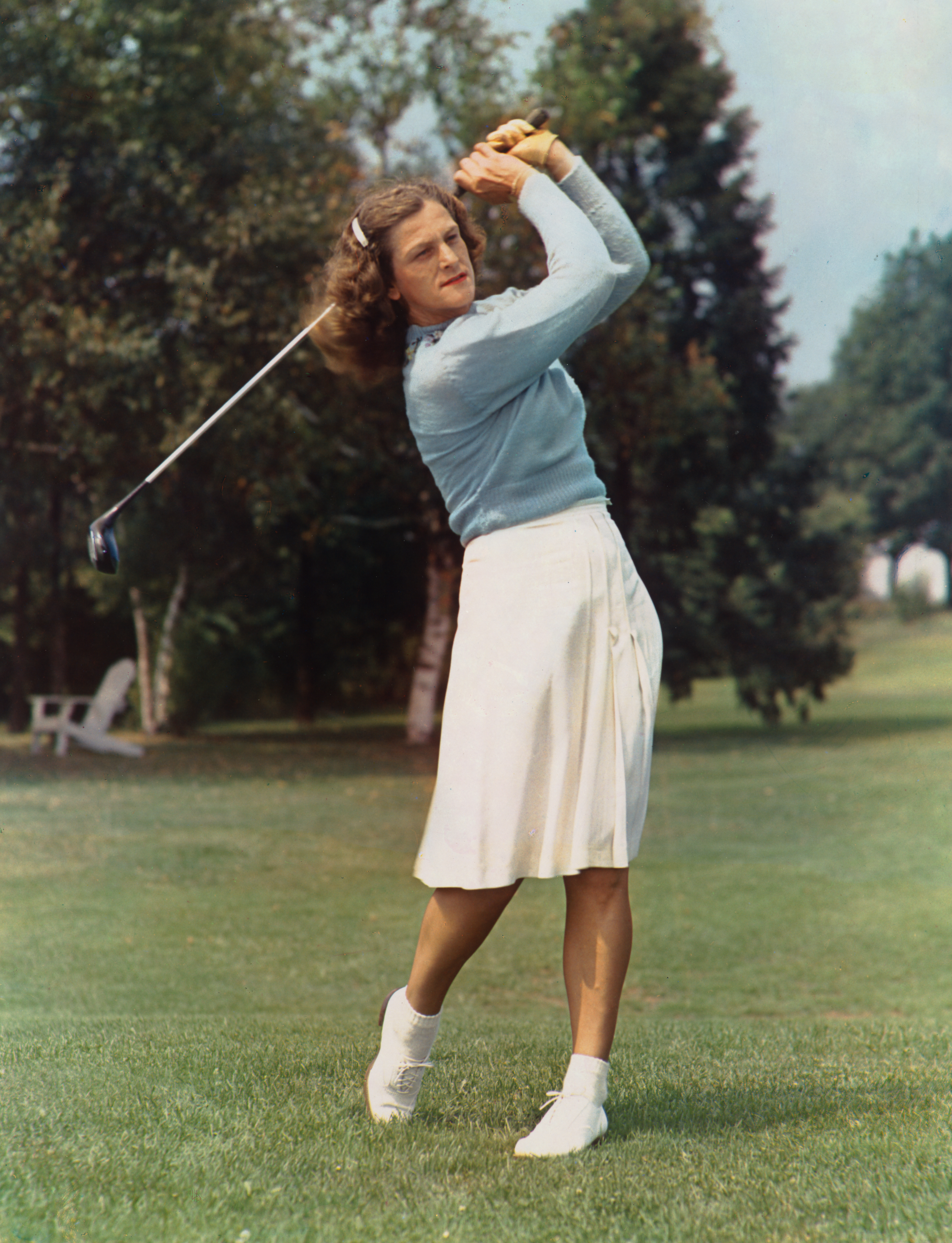
Mildred Didrikson frappant une balle de golf en 1947

Didrikson joue au golf pour la première fois entre deux épreuves de ses Jeux olympiques victorieux à Los Angeles ; elle commence à travailler ce sport l'année suivante avec Grantland Rice. Elle participe en 1935 à son premier tournoi, et remporte son second, le Texas Women's Invitational. Arguant de ses gains en baseball et basket-ball, l'United States Golf Association décide deux semaines de la considérer comme une professionnelle, ce qui l'empêche de participer à des tournois amateurs et la contraint à se limiter à des exhibitions, des opens et des pro-am (en).
En 1938, elle devient la première femme à participer à un tournoi de la Professional Golfers' Association of America, l'open de Los Angeles ; si elle manque le cut, elle y rencontre George Zaharias (en), qu'elle épouse onze mois plus tard.
Requalifiée amateure en 1943, elle remporte d'autres tournois sous ce statut, dont quatre considérés a posteriori comme des tournois majeurs.
Durant la saison 1946-1947, elle remporte 17 des 18 tournois amateurs auxquels elle participe, ce qui pousse le promoteur Fred Corcoran à lui proposer de redevenir professionnelle dès 1948. Après l'échec de la Women's Professional Golf Association, Zaharias fait partie en 1950 des membres fondateurs de la Ladies Professional Golf Association (LPGA), dont elle est la figure de proue.
En 1950, elle réalise ce qui constitue à l'époque le Grand Chelem : U.S. Open, Titleholders Championship et Western Open. Cela la place en tête du classement des gains pour cette même année. Elle est ainsi la première de l'histoire de la LPGA à atteindre dix, vingt puis trente victoires professionnelles.
En 1951, elle est inscrite au World Golf Hall of Fame. D'août 1952 à septembre 1955, elle officie en tant que présidente de la LPGA. En 1953, elle est opérée pour soigner un cancer du côlon ; elle parvient l'année suivante à regagner l'open américain, mais la maladie revient en 1956 et elle décède en septembre après l'échec d'une nouvelle opération.

#### Victoires hors LPGA Tour
Didrikson Zaharias a remporté de nombreux tournois amateurs ou open que le LPGA Tour, fondé en 1947, n'a pas considéré a posteriori comme des victoires sur le LPGA Tour.
- 1935 (1) Texas Women's Amateur
- 1940 (1) Open féminin du Texas (en) (comme professionnelle)
- 1945 (1) Open féminin du Texas
- 1946 (3) US Open amateur féminin, Women's Trans-Mississippi Amateur, All American Open (en), Open féminin du Texas
- 1947 (3) North and South Women's Amateur (en), British Ladies Amateur (en), Hardscrabble Open (en)

#### LPGA Tour (41)
De 1940 à 1947, Zaharias a remporté comme amateure cinq tournois considérés a posteriori comme des victoires sur le LPGA Tour.
- 1940 (1) Western Open
- 1944 (1) Western Open
- 1945 (1) Western Open
- 1947 (2) Tampa Open, Titleholders Championship

Passée professionnelle en 1948, elle remporte cette année et la suivante cinq autres tournois considérés a posteriori comme des victoires sur le LPGA Tour.
- 1948 (3) All American Open, World Championship, U.S. Open
- 1949 (2) World Championship, Eastern Open

De la création du LPGA Tour à son décès en 1956, Zaharias remporte 31 tournois professionnels sur ce tour.
- 1950 (8) Titleholders Championship, Pebble Beach Weathervane, Cleveland Weathervane, Western Open, All-American Open, World Championship, U.S. Open, 144-hole Weathervane
- 1951 (9) Ponte Verde Beach Women's Open, Tampa Women's Open, Lakewood Weathervane, Richmond Women's Open, Valley Open, Meridian Hills Weathervane, All-American Open, World Championship, Texas Women's Open
- 1952 (5) Miami Weathervane, Titleholders Championship, Bakersfield Open (tied with Marlene Hagge, Betty Jameson and Betsy Rawls), Fresno Open, Women's Texas Open
- 1953 (2) Sarasota Open, Babe Zaharias Open
- 1954 (5) Serbin Open, Sarasota Open, Damon Runyan Cancer Fund Tournament, U.S. Open, All-American Open
- 1955 (2) Tampa Open, Peach Blossom Classic

Les tournois en gras sont ceux considérés comme des majeurs par la LPGA (a posteriori pour les tournois disputés avant 1950).

### Maladie
En 1953, un cancer du côlon lui est diagnostiqué. Elle se fait opérer et revient à la compétition en 1954. Un mois seulement après son opération, elle remporte un nouveau tournoi majeur, le 10e. C'est sa 3e victoire à l'U.S. Open.
Son cancer récidive en 1955, et elle meurt le 27 septembre 1956 à Galveston.

### Hommages posthumes
En 1976, elle est inscrite au National Women's Hall of Fame.
En 1999, l'Associated Press la désigne Woman Athlete of the 20th Century. La même année, le magazine sportif américain Sports Illustrated la choisit comme « Athlète féminine du siècle ».
Associated Press confirme ainsi le titre de « Plus grande athlète de la première moitié du XXe siècle » qu'elle lui avait attribué en 1949.
Ces récompenses sont complétées par les titres d'athlètes de l'année 1931, 1945, 1946, 1947, 1950 et 1954, toujours attribués par Associated Press.